# Orontes I, o Vida Curta
Orontes I (em persa antigo: *Arvanta-; em latim: Orontes, Oronta; em armênio: Երվանդ; romaniz.: Erwand; em grego clássico: Ὀρόντης; romaniz.: Oróntēs), chamado o Vida Curta (em armênio: Սակաւակեաց; romaniz.: Sakawakeac), foi um rei lendário da Armênia, que foi a personificação da dinastia orôntida.

## Nome
Orontes (Ὀρόντης, Oróntēs), Orontas (Ορώντας, Orṓntas), Orondes (Ὀρόνδης, Oróndēs), Aroandes (Αροάνδης, Aroándēs), Oroandes (Ὀροάνδης, Oroandēs), Aruandes (Αρουάνδης, Arouándēs) e Oruandes (Ὀρουάνδης, Orouándēs) são as formas gregas do persa antigo *Arvanta (*Arvanta-), que perdurou no persa médio e novo como Arvande (Arwand). O nome se associa ao avéstico auruuaṇt-, "rápido, vigoroso, corajoso", que por si só pode ser uma versão abreviada do avéstico Aurvataspa (Auruuaṱ.aspa-), "tendo cavalos velozes". Foi registrado em armênio como Ervande (Երուանդ, Erwand).

## Historiografia
Orontes aparece tanto na Ciropédia do soldado e historiador grego Xenofonte (falecido em 354 a.C.) quanto na História da Armênia do historiador armênio do século V Moisés de Corene (falecido em 490 d.C.). Na Ciropédia, não é nomeado, enquanto na História da Armênia recebe o nome de Orontes.

### Xenofonte
De acordo com a Ciropédia, um "rei da Armênia" não nomeado havia concordado em fornecer tropas e pagar tributo anual ao rei medo Astíages após ser derrotado por ele. Quando a Média foi invadida pelos caldeus durante o reinado do filho e sucessor de Astíages, Ciaxares, o "rei da Armênia" se recusou a ajudá-lo como era obrigado. Como resultado, Ciro, que era filho da filha de Astíages, Mandane, rapidamente liderou uma expedição à Armênia. O "rei da Armênia" enviou sua família, incluindo seu filho mais novo Sabaris, e seu tesouro às montanhas. Eles foram, no entanto, capturados pelo comandante persa Crisantas. Os armênios entraram em pânico com a aproximação de Ciro, que capturou seu "rei". Tigranes, o filho mais velho do "rei" e "que tinha sido companheiro de Ciro uma vez numa caçada" retornou de uma viagem ao exterior e convenceu Ciro a perdoar o "rei" e reinstalá-lo. Este relato de Xenofonte, que não foi mencionado por Heródoto (morreu em 425 a.C.), foi considerado "pura fabricação" pelo iranóloga Alireza Shapur Shahbazi. Xenofonte era conhecido por criar heróis antigos baseando-os em figuras contemporâneas. Tigranes foi provavelmente baseado no hiparca persa Tigranes, que era genro de Estrutas e viveu no tempo de Xenofonte. De acordo com Shahbazi, o título de "rei da Armênia" não deve ser levado a sério, pois Xenofonte também se refere ao líder dos hircanos e sátrapa da Báctria como "reis".

### Moisés de Corene
A História da Armênia foi composta para servir como uma história "nacional" da Armênia da era dos gigantes ao governo arsácida. De acordo com o livro, Orontes, "o Vida Curta", foi pai e antecessor de Tigranes. A erudição há muito tempo concorda que a história é uma mistura de história e várias lendas. Orontes foi uma personificação da dinastia orôntida, os predecessores da dinastia artaxíada, cujo governante mais distinto foi Tigranes, o Grande (r. 95–55 a.C.).